# コール オブ デューティ モダン・ウォーフェア3
『コール オブ デューティ モダン・ウォーフェア3』（英語: Call of Duty: Modern Warfare 3, 略称：CoD:MW3）は、2011年に発売されたファーストパーソン・シューティングゲーム。コール オブ デューティシリーズ本編の8作目、『CoD4』のストーリー、登場人物、世界観を引き継いだ『モダン・ウォーフェアシリーズ』としては3作品目となる。
開発はInfinity Ward（『CoD』『CoD2』『CoD4』『CoD:MW2』の開発も担当）とスレッジハンマー・ゲームスの共同で行われた。北米では2011年11月8日に発売、日本では字幕版が2011年11月17日に、日本語吹き替え版が同年12月22日に発売された。ローカライズおよび日本語版販売はスクウェア・エニックス。
アメリカ・イギリスでの発売初日の売上本数は、650万本以上（合計売上金額は4億ドル（約309億円）以上）を記録。これは、エンターテイメント業界の発売初日記録でも最大級の記録である。日本ではPS3版が初日18万本、Xbox 360版が3万本、2機種合計で21万本を売り上げた。

## ストーリー
5年前、ソープとプライスは、激戦の末にロシアの超国家主義派のリーダー、ザカエフを倒した。しかし、彼には"狂犬"と呼ばれる恐るべき後継者、マカロフがいた。マカロフは、アメリカ人に成りすましてロシアの国際空港で無差別テロを実行し、アメリカとロシアの二大国間の全面戦争のきっかけを作る。
しかし、この背後には、マカロフ以上に全面戦争を望んでいた男、シェパード将軍の思惑も絡んでいた。その真実を見抜いたソープらはシェパード将軍に消されそうになるが、逆にシェパード将軍を追い詰め、満身創痍になりながらも倒す。だが、彼らの健闘空しく、戦火は広がり、世界中を巻き込んだ第三次世界大戦に突入、ソープらは国際指名手配犯になってしまう。追跡をかわしながらプライスと協力者のニコライは、瀕死のソープを隠れ家に運び込む。物語はこの直後から始まる…。
本作の物語の詳細は#シングルプレイ ステージを参照のこと。

## 登場人物

### タスクフォース141（Task Force 141）
前作（『CoD:MW2』）において一方の主役陣を務めた、ロシア超国家主義過激派を追っていた国際特殊部隊。『CoD:MW2』後半でほぼ壊滅している。本作におけるTF141とは、ロシアにおいて、ザカエフ以後の超国家主義派が政権を掌握する現状「以前」の体勢を支持する「旧体制支持派」（Royalist）の義勇兵や、彼らを支援するPMCに、生き残りであるソープやプライスが合流して形成される非合法戦闘集団の呼称と成り果てているが、その目的は変わっていない。
ユーリ（Yuri） 英語版声優：ブライアン・ブルーム/吹き替え版声優：江川央生
本作におけるTF141パートでの主人公。身長182cm。MWシリーズでは、初のロシア側プレイヤーキャラクターである。
ニコライが呼び寄せた義勇兵で、元スペツナズ。体の至る所にタトゥーがある。
マカロフとは因縁があるようで、ニコライいわく「プライス以上にマカロフを憎んでいる」。
その正体はマカロフ同様インナー・サークルの構成員の一人で、腕周りのタトゥーも超国家主義者の証。
しかし、前々作におけるマカロフの立ち振る舞いに不安を感じはじめ、前作の国際空港襲撃の際、FSBに密告しようと計画するも失敗に終わり、襲撃の直前に撃たれ、重傷を負う。
後に鎮圧のため突入したロシア警察に保護・搬送され、この経験が彼のマカロフに対する憎悪の始まりとなっている。
最終ミッションにてMH-6 リトルバードの攻撃を受け重傷を負い、その後マカロフに追い詰められたプライスの救出に入るが、マカロフに返り討ちに遭い死亡。しかし、この行動がきっかけでプライスは九死に一生を得た。
デモシーンなどで喋り、ブリーフィングや最終ステージにて姿を見ることができる珍しい主人公の一人。
なお、ユーリがザカエフ空港でマカロフに撃たれてからプライスに初めて対面するまでの時間は5日前後である。胸部あるいは腹部を50口径のデザートイーグルで至近距離から撃たれて、一週間も経たずに戦線復帰したことになる。
ジョニー "ソープ" マクタビッシュ（Johnny"Soap" MacTavish） 英語版声優：ケビン・マクキッド/吹き替え版声優：岡林史泰
『CoD4』『CoD:MW2』にも登場した元SASの大尉。身長188cm。
前作『CoD:MW2』のラストでは、コンバットナイフで刺され瀕死の重傷を負った上に、国際指名手配されている。
Act I「Back On The Grid」で戦線に復帰、プライスらと各地を転戦するが、Act II「Blood Brothers」でマカロフの策略により、高所から落下。
その影響で完治していたはずの刺創が開いてしまい、更に敵に囲まれた状況の中で処置も満足にできず、逃走用の地下通路入口がある家屋でプライスに「マカロフはユーリを知っていた。」と言い残し、息を引き取る。
なお、前々作終盤でプライスから託され、前作『CoD:MW2』においてプライスに返却されたM1911は、この時ソープの手に握らされている。
海外で発売された限定版『Hardend Edition』には、『CoD4』から今作Act II「Eye of the Storm」まで彼が書き綴ったとされる手帳が同梱されており、MWシリーズにおける彼の心情を垣間見ることができる。
Act III「Stronghold」のブリーフィングに映るドッグタグによれば、カトリック教徒で血液型はO型+。
ジョン・プライス（John Price） 英語版声優：ビリー・マーレイ/吹き替え版声優：石塚運昇
ソープの元上官で、元イギリス陸軍第22SAS連隊の大尉。身長183cm。ソープと同じく国際指名手配にされている。
『CoD4』でザカエフを負傷させたことが理由で、マカロフに恨まれている。
Act II「Blood Brothers」においてソープが息を引き取った際、脱出するように促したPMCリーダーに当たるなど、ソープの死に激しく動揺していた。また、裏切られた気持ちか、マカロフの元にいたことが明らかになったユーリを殴り飛ばし、デザートイーグルを突きつけて聞くなど、乱暴な行動に出ることもある。
Act III「Dust to Dust」でユーリと共にマカロフを始末しようとジャガーノートを装着し、マカロフが潜むアラビア半島の高級ホテルを襲撃した。その後、屋上からヘリに乗り込み逃亡しようとしているマカロフを見つけ、無我夢中で屋上から飛び出し、ヘリにしがみついてパイロットをコックピットから放り投げたが、コパイロットを殴った勢いでコパイロットの持っていたFive seveNを誤射させて計器に当ててしまい、必死に操縦するも墜落し、重傷を負い這いずっていたところをマカロフに撃たれそうになるが、そこにユーリが駆けつけ、その隙にワイヤーで首を巻き屋上から落としてマカロフの抹殺に成功する。その後、全てを終えたかのように葉巻を吸った。
シリーズで複数の作品にまたがってプレイヤーキャラクターとなったのはプライスで4人目である。操作中にセリフを喋る珍しい主人公の一人。
ニコライ（Nikolai） 英語版声優：スヴェン・ホルムベルイ/吹き替え版声優：大塚芳忠
『CoD4』でプライスらSASに救助された、元工作員。
今作においても、ヘリなどの移動手段の提供や武器装備の調達を行い、PMCやスペツナズなどから義勇兵を集める一方で、自らも作戦に参加することもある。
『CoD4』から出演したプライス、ウォールクロフト以外のキャラクターで唯一生き残っている。
カマロフ（Kamarov） 英語版声優：マーク・イヴァニール/吹き替え版声優：林一夫
『CoD4』にも登場した人物。元ロシア陸軍特殊部隊隊長で、ニコライの上官でもあった。
プライスや『CoD4』に登場したギャズとはソープがSASへ入隊する以前から面識があり、互いに皮肉を言いあう仲である。
現在は旧体制支持派に所属し、非公式となったTF141の面々を支援する義勇兵の一人。
Act II「Blood Brothers」序盤においてプライスと合流する予定だったが、マカロフらに拘束され体中に大量のC4を付けられた状態で登場。その後マカロフに起爆され死亡。
なお、2つの前の『COD:MW』にて最後の方に登場したが前作『CoD:MW2』には登場していない。
ブラボーチーム
ソマリアでプライスと共に行動する部隊。
エコーチーム
ソマリアでプライスと共に行動する部隊。

### アメリカ軍・アメリカ陸軍第1特殊部隊デルタ作戦分遣隊/デルタフォース（Delta Force）
アメリカ特殊作戦軍の一部にして、アメリカ陸軍特殊部隊のうち、カウンター・テロを専門とする一部門。本作ではその中でも、偶然命令待機体勢だった数チームがオーバーロードの指揮下に配属され、数々の重要な作戦を担う。
デリク "フロスト" ウェストブルック（Derek "Frost" Westbrook）

デルタフォースパートでの主人公で、二等軍曹。コールサインは "メタル0-4"（Metal0-4）。
彼の顔写真が作中頻繁に登場するが、バラクラバにゴーグルをしているため、素顔を確認することはできないが、袖口からアフリカ系であることがわかる。
Act III「Down The Rabbit Hole」での共同作戦では、サンドマンから年齢の若さを理由に外され、難を逃れた。
メタルチーム唯一の生存者。
『CoDシリーズ』におけるアメリカ軍側の主人公としては、初のニックネームで呼ばれる人物である。
なお、彼と同じ"メタル0-4"のコールサインを持つ人物がSpec Opsでプレイアブルキャラクターとなっている。
サンドマン（Sandman） 英語版声優：ウィリアム・フィクナー/吹き替え版声優：鈴木達央
サングラスを愛用するデルタフォースの曹長。血液型はO+。"メタルチーム"の隊長で、コールサインは "メタル0-1"（Metal0-1）。
フロストの上官として行動を共にする。プライスやソープとは"Operation: Kingfish"の時から面識があり、マカロフを捕らえるべく秘密裏に情報交換を行っている。
胸部にピストルホルスターを取り付けているが、あるステージでフロストが彼の拳銃を使う際は右太股部から取り出している。
Act III「Down The Rabbit Hole」でプライスら元TF141と共に鉱山に突入、ロシア大統領らを確保するも鉱山が崩壊をはじめる。
その中で、回収ヘリに乗った大統領と負傷したユーリの救出をプライスらに任せ、自らはトラック、グリンチらと護衛に尽力し、崩落に巻き込まれて死亡する。
トラック（Truck） 英語版声優：イドリス・エルバ/吹き替え版声優：楠大典
黒人の一等軍曹。コールサインは "メタル0-2"（Metal0-2）。グリンチとは軽口を言い合う仲。
チームとは別行動をとることが多く、離れた場所から情報支援を行うこともある。
チーム一の力持ちで、重い工具や重火器を軽々と扱う。
ロシア語にも通じており、衰弱したアリョーナの言葉を聞き取った。
Act III「Down The Rabbit Hole」でサンドマンらと共に護衛に尽力し、崩落に巻き込まれ死亡。
Spec Opsでは、フロストに射撃訓練の指示を出す。
グリンチ（Grinch） 英語版声優：ティモシー・オリファント/吹き替え版声優：間宮康弘
ベースボールキャップを被っているのが印象的な一等軍曹。中距離支援を担当し、コールサインは "メタル0-3"（Metal0-3）。
他の隊員に比べ軽口と愚痴が多めな、チームのムードメーカー。
Act III「Down The Rabbit Hole」でトラック同様サンドマンと共に護衛に尽力し、崩落に巻き込まれ死亡。
キャンペーン中では唯一デザートイーグルを使ったアキンボを行う。
トラックと共にSpec Opsに登場するが、彼は一言も発さない。
オーバーロード（Overlord） 英語版声優：ブルース・グリーンウッド/吹き替え版声優：立木文彦
アメリカ中央軍情報司令部から前線に展開するアメリカ軍全部隊を指揮する。
合衆国大統領や国家安全保障会議と通話し、現況報告する任も帯びている。
また、世界の主要な軍事施設および諜報・情報機関ともコンタクトを取ることができる。
階級はGEN. COMMANDER（総司令官）。
マッコイ（McCoy）
デルタフォースおよびTF141の共同作戦に参加したデルタ隊員。シベリアのダイヤモンド採掘場に派遣される。
Act III「Down The Rabbit Hole」開始直後にRPG-7がエレベーターに直撃、その衝撃を受け死亡。
カーター（Carter）
副大統領救出のため出動したアメリカ陸軍戦車部隊"ライノ2-1"（M1A2 エイブラムス戦車）のM134 ミニガン射手。
戦車が停止した隙を衝かれ、スナイパーに狙撃され死亡。
ライノ1
副大統領救出のために出動したM1A2 エイブラムスの乗員。先頭を進んでいたため難を逃れ、壁を破壊して現れるが、途中で撃破される。
ライノ2のガンナー
副大統領救出のために出動したM1A2 エイブラムス"ライノ2-1"の装填手。途中で駐車場の床が抜けて戦車が落下し、その衝撃でシステム停止となったため、砲手と共にサンドマン達と行動する。
ユニフォーム
ハンヴィーのコールサイン。パリでヴォルクとデルタフォースを予備の回収地点に送った。
グリズリー（Grizzly）吹き替え版声優：大川透
デルタフォース、アンヴィルチーム隊長。階級は大尉。サンドマンらメタルチームと合流後、共にニューヨーク証券取引所の入り口を確保。
メタルチームにジャマーの破壊を任せ、自らは部下を率いて証券取引所のロビーを保守する。
NY奪還作戦以後は"Battle Captain"としてミッション間のムービーにて声のみ登場し、オーバーロードへの情報伝達、重要目標とのコンタクトなどを担う。

グラニットリーダー（Granite Leader）
Act III「Scorched Earth」に登場するデルタフォース部隊の一つであるグラニットチーム隊長。ロシア大統領の息女を救出するため、サンドマンらメタル・チームやその他デルタ部隊と共にベルリンへ派遣される。
ロシア大統領の息女が隠れている建物へ突入するが、敵の待ち伏せ攻撃に遭い、チームは全滅した。
オニキスチーム（Team Onyx）
グラニットリーダー同様、ロシア大統領の息女を救出するためベルリンへと派遣されたデルタ部隊の一つ。
敵のRPG-7が、搭乗していたMH-6 リトルバードに直撃し、機体ごと墜落し全滅する。
SEALsチームリーダー（SEALsTeam Leader） 吹き替え版声優：井上剛
オスカー級潜水艦強襲作戦で、メタルチームを誘導、支援したSEALsチームのリーダー。
AC-130パイロット（AC-130 Pilot） 吹き替え版声優：石川ひろあき

AC-130 TVオペレーター（TV Operator） 吹き替え版声優：西凜太朗

AC-130 FCO（Fire Control Operator） 吹き替え版声優：田中理恵
コールサインは"ウォーハンマー"（WarHammer）。Act II「Iron Lady」で登場。
脱出手段を断たれたデルタ部隊を支援するため、上空から火力支援を行う。
A-10攻撃機パイロット（A-10 Pilot） 吹き替え版声優：甲斐田裕子
パリ・ベルリン・シベリアで登場する。パリ・ベルリンでのコールサインは"オーディン"。パリでサンドマンらが脱出不可能ななか支援を要請したが、辺りが破壊（エッフェル塔ごと破壊）されるという理由で一度は拒否するも、オーバーロードの命令が降り橋を空爆、橋の上にいるロシア軍を撃破したが、エッフェル塔まで破壊する。シベリアで鉱山への扉が閉ざされたときも空爆し、鉱山への扉を破壊した。
ベルリンでのコールサインは"ヴァルキリー 2-6"（Valkyrie 2-6）で、Act III「Scorched Earth」に登場。
グラニットチームの突入を支援するため、フロストの誘導で敵のT-90戦車や歩兵を攻撃する。
アメリカ合衆国大統領（U.S.President） 吹き替え版声優：小川真司
アメリカ合衆国大統領にしてアメリカ軍の最高司令官。前作でキャンプ・デービッドを含む主要な政府施設を破壊され、ホワイトハウスまで陥落したが生き延びていた。
オーバーロードに対し、マカロフに繋がる重要な情報を持った唯一の生き証人であるヴォルクを、あらゆる手段を用いて生きたまま連行するよう指示する。
戦時下にあるため、再建中のホワイトハウスの地下シェルターから政権の行使ならびに軍への指示を行っている模様。

### イギリス特殊空挺部隊（Special Air Service/S.A.S.）
マーカス・バーンズ（Marcus Burns）
SASパートでの主人公。ニックネームはミッチェル。
本作ではイギリスの1ステージにしか登場しないため、MWシリーズの中でも謎の多い人物となっている。ミッション最終盤でトラックの爆発に至近距離で巻き込まれ、負傷、または死亡したと思われる。

ウォールクロフト（Wallcroft） 英語版声優：クレイグ・フェアブラス/吹き替え版声優：白熊寛嗣
『CoD4』の貨物船強襲ミッションで登場したSASの隊員。
階級は軍曹で、本作ではSASの分隊長になっている。コールサインは、前々作でプライスが、前作でソープが使用していた"ブラボー6"（ブラボーチームの隊長の意味）。
ミッション最終盤でトラックの爆発に至近距離で巻き込まれるが、直後のブリーフィングに登場するため、生存している。
グリフィン（Griffin） 英語版声優：マイケル・カドリッツ/吹き替え版声優：遠藤大智
ウォールクロフト同様、貨物船強襲ミッションで登場したSASの隊員。階級が当時の二等兵から伍長に昇格した。
ミッション中盤、脱線した電車に乗車していた車両が巻き込まれ死亡。
ベースプレート（Baseplate） 英語版声優：トニー・クラン/吹き替え版声優：菅生隆之
SASの司令官。前線のSAS隊員達を情報支援する。
その正体は、『CoD4』のプライスの回想シーンで彼と共にザカエフ暗殺任務を遂行したマクミラン大尉。
今作では国際指名手配となったプライスらを立場上助けることはできないとしながらも、Act III「Stronghold」のブリーフィングでは傷心のプライスに対し援助を申し出る。
Act II「Return to Sender」ブリーフィング時に映る書類記述によれば、1963年生まれで53歳（本編時）。
フレミング（Fleming）
ウォールクロフトらブラボーチームと共に、不審な貨物を載せているトラックを強制停車させる。
レッドグレーブ（Redgrave）
フレミング同様、トラックを強制停車させるシーンで登場。
マイヤーズ（Meyers） 吹き替え版声優：森一丁
トラックの貨物を確認するシーンで登場。直後に襲撃を受け、生死不明。
バルチャー
MH-6 リトルバードのコールサインで、SASに航空支援する。

### ロシア超国家主義派（Ultranationalist）/テロリスト組織インナーサークル（Inner Circle）
イムラン・ザカエフ以来の「強いロシア、そして、ソビエト」の再興を目指す政治思想。『CoD:MW2』の冒頭（2016年）時点で、新興の大型国際空港にザカエフの名が冠されるほどにロシア国内の政治的主流派として膨張している。一方で、それ以前からの暴力的極右過激派としての「暗黒面」を担う勢力も、歴史の裏側で暗躍している。それらはマカロフとその側近からなる派閥を中心としており、これを便宜上「インナー・サークル」と呼称している。
ウラジミール・R・マカロフ（Vladimir R. Makarov/Владимир Р Макаров） 英語版声優：ロマン・ワルシャフスキー/吹き替え版声優：藤原啓治
イムラン・ザカエフの遺志を受け継いだ、かつて「狂犬」と呼ばれたロシア超国家主義派の指導者。
ザカエフが生存していた当時からの過激派で、冷酷無比な性格。1970年10月4日生まれ。血液型はA型+。オッドアイ。
利益主義的に行動しており、第三次世界大戦が開戦する以前はザカエフが掲げていた「ロシアの改革」とはかけ離れた無差別テロや麻薬取引などに手を染めていた。アメリカ合衆国およびその他の西側諸国から"キングフィッシュ"と呼ばれ、国際指名手配されている。
前作『CoD:MW2』にてロシアのザカエフ国際空港で銃乱射事件を起こし、第三次大戦を引き起こすきっかけを作る。また、本作では、『CoD4』でのストーリーにおいて、左腕を撃ち抜かれたザカエフの護送や、アル=アサドが統治する中東某国首都での核爆弾爆破の指揮をしていたことが分かる。Act III「Dust to Dust」でプライスとユーリが襲撃したことに気づき、ヘリで逃亡するがプライスにより撃墜され、プライスもろとも屋上に落下し、落ちていたデザートイーグルを先に取りプライスを射殺しようとしたが、ユーリの不意打ちに遭い、気を取られた隙を付かれワイヤーを首に巻きつけられた上に屋上から落とされ死亡。
ヴィクトル "ヴォルク" フリステンコ（Viktor "Volk" Khristenko/Виктор "Волк" Христенко） 吹き替え版声優：麦人
マカロフの依頼により、フレガータ工業で製造された生物化学兵器の輸送を任されていた。フランスのGIGN部隊によって隠れ家まで追いつめられ、マカロフに繋がる唯一の手掛かりとして、サンドマンらデルタフォースに拘束される。
アレクシィ（Alexi） 吹き替え版声優：諏訪部順一
マカロフの部下。ザカエフが生前隠れ蓑にしていた古城をマカロフが接収し、その警備および保安の責任者を任されている。
部下にロシア大統領の息女を捜索させており、古城でマカロフと通信していた。
その後、プライスが投げた手榴弾で死亡。
イムラン・ザカエフ（Imran Zakhaev/Имран Захаев） 吹き替え版声優：若本規夫
超国家主義派の指導者。『CoD4』から登場する物語のキーパーソンだが、今作の時点で既に故人。
スターリン主義の信奉者で、ロシアをかつてのソ連の様に強大な国家にしようと同志たちを率いて活動していた。
プライスの狙撃によって左腕を失った過去があり、彼とは因縁があった。
SASおよびアメリカ海兵隊のフォース・リーコンからなる合同部隊と核ミサイルを巡る激戦を繰り広げた末、ソープに射殺された。
『CoD:MW2』以降のロシアでは国民的英雄になっており、その名を冠した国際空港まである。

### ロシア連邦政府（Russian Federation）
アンドレイ・ハルコフ（Andrei Harkov/Андрей Харков）
ロシア連邦警護庁（Federal Protective Service/FSO）の隊員。Act I「Turbulence」においての主人公。
和平交渉のためハンブルクへと向かうロシア大統領を警護する。
彼の登場するミッションの冒頭ムービーでは、"INSIDE MAN? ANDREI HARKOV"（内勤者? アンドレイ ハルコフ）と書かれた不鮮明な写真が映っている。
「Inside Man」には、「内勤者」の他に「内通者」の意味もある。プドフキンと共に大統領の身柄を確保するが、偽物の救助ヘリに乗って現れたマカロフに撃たれる。辛うじてまだ息があり、隙を見て銃を取ろうするもマカロフに気付かれてとどめを刺される。
レオニード・プドフキン（Leonid Pudovkin/Леонид Пудовкин） 英語版声優：ボリス・キエフスキー/吹き替え版声優：乃村健次
FSOの隊長。大統領と息女の安全を確保するため、ハルコフらFSO隊員を連れてマカロフ一味を迎撃する。ハルコフらと救助ヘリに乗り込むが、マカロフの不意打ちに成す術も無く殺害された。
アントン・フェドロフ（Anton Fedorov/Антон Федоров）
FSOの隊員。ハルコフやプドフキンと行動するが、墜落の際に機外に投げ出されて死亡する。
ボリス・ワルシャフスキー（Boris Vorshevsky/Борис Воршевский） 英語版声優：デヴィッド・アンソニー・ピッズト/吹き替え版声優：内田直哉
超国家主義者で、ザカエフの信奉者であるロシア現大統領。
しかし、戦線が拡大し世界の秩序が崩壊する事を懸念して、アメリカ側との和平に臨む。
アリョーナ・ボリソヴナ・ワルシャフスキー（Alena Borisovna Vorshevsky/Алёна Борисовна Воршевская） 吹き替え版声優：植田佳奈
ボリス・ワルシャフスキーの娘。マカロフに追い詰められ、拉致される。
ヴァシリー・ジューコフ（Vasili Zhukov/Василий Жуков）
ロシア政府の大臣。会議室を襲撃された時は負傷したものの生き延び、墜落後は大統領達と行動していたが、マカロフ達に殺害される。
ボグダン・ソコロフ（Bogdan Sokolov/Богдан Соколов）
ロシア政府の大臣。会議室を襲撃された際に死亡。
パヴェル・モロゾフ（Pavel Morozov/Павел Морозов）
ロシア政府の大臣。会議室を襲撃された際に死亡。
アーニャ・コヴァレヴァ（Anya Kovaleva/Аня Ковалева）
ロシア政府の女性高官。おそらく大統領の側近。会議室を襲撃された際に死亡。

### ソマリア武装組織（Somalia Armed Organization）
ワラーベ（Waraabe） 吹き替え版声優：志村知幸
ソマリア・ボサソを拠点に活動している武装組織のリーダー、年齢は33歳。
過去にマカロフに協力しており、手掛かりを探すソープらによって襲撃される。
自らが出荷を手伝った猛毒のガスを室内で焚かれ、積み荷に関する情報について尋問される。
全ての情報を告げガスマスクを渡されるが、その直後プライスによって射殺された。
ファーハン（Farhan）
Spec Ops "Hit and Run"に登場する、地元有力者。階級は大佐。
部下のマハド大尉と共にアメリカ大使館の職員を拉致・監禁し、アメリカ政府に対し身代金を要求していた。
アメリカ政府からの返答を待っていたが、政府が送ったオペレーターによって暗殺された。
マハド（Mahad）
ファーハン大佐と共に登場する。ファーハン同様、Spec Ops "Hit and Run"のターゲット。階級は大尉。
港のドック近くの小屋でアメリカからの連絡を待っていたところを、オペレーターに暗殺された。
ワラーベ、ファーハン、マハドは、同じキャラクターモデルを用いている。

### フランス国家憲兵隊治安介入部隊（GIGN）
セイバー（Saber） 吹き替え版声優：陶山章央
フランス特殊部隊GIGNの分隊長。フロストやサンドマンらと合流後は共同作戦を行う。
部下の大半を、最初の毒ガス攻撃で失った。
ヴォルクを追い詰めるも取り逃がし、メタルチームに後を追うように指示して、自らはロシア兵を食い止めるべくフォーコンと共にその場に残った。
フォーコン（Faucon）
フランス特殊部隊GIGNの隊員。フロストやセイバーらと行動を共にする。

### 民間人（Civilians）
デイビス夫人（Mrs. Davis） 吹き替え版声優：田中敦子
夫と娘のサラと一緒に、家族旅行でイギリスのロンドンを訪れていた。化学兵器テロの直前、旅行のビデオを撮っており、インナーサークル一味がトラックを停車する場面を映していた。

## シングルプレイ ステージ

### プロローグ（Prologue）
ストーリーは、前作『CoD:MW2』の最終ミッションで致命傷を負ったソープが、ニコライのセーフハウスに担ぎ込まれた直後から始まる。
同じ頃、アメリカ合衆国では首都ワシントンD.C.から敗走したロシア軍と、追撃するアメリカ軍との間の激戦が始まっていた。

### 第1章（Act I）
Black Tuesday （暗黒の火曜日） アメリカ・ニューヨーク マンハッタン 2016年8月17日 1018時
ロシア軍の設置したジャミング装置により、アメリカ軍は空からの航空支援が不可能となり、ニューヨークが陥落の危機に陥る。テレビでは避難情報やNY市長のコメントが流れる中、戦闘の模様が生中継される。
状況を打開するために周辺に展開していたいくつかの部隊の内、ベネットフィールドに展開していたサンドマンらデルタフォース"メタルチーム"が招集され、ニューヨーク証券取引所の屋上に設置されたジャミング装置の破壊を命ぜられる。
ミッション名は、世界恐慌の引き金となった日を指す「ウォール街大暴落」から。
Hunter Killer （ハンター・キラー） アメリカ・ニューヨーク港 2016年8月17日 1632時
ECMを破壊したことで米空軍のマンハッタン島への侵入が可能となり、大規模な航空支援が開始される。これにより、ロシア軍はハドソン川河口付近まで後退を開始。
撤退するロシア海軍の追撃を目的として、「ロシア軍潜水艦によるロシア艦隊への攻撃およびその壊滅」という作戦が立案される。
メタルチームは、米海軍特殊部隊Navy SEALsと合同でニューヨーク港に接近しつつあるロシア軍の潜水艦（オスカーII）を強襲する。
なお、次ミッション「Persona non Grata」冒頭のブリーフィングによれば、この攻撃でニューヨーク付近に展開していたロシア艦隊は壊滅、アメリカ側に戦局が好転し、ロシア軍はフロリダ半島南岸まで達していた戦線を後退させざるを得なくなり、敗走している。
ミッション名は、航空機による対潜水艦作戦の事。第二次世界大戦頃までは重量や機体容積の制約から、探知装置を装備した「ハンター」役の機体と、攻撃兵器を装備しハンターから得た情報に基づき攻撃する「キラー」役がチームを組んで対潜水艦戦を行なっていた。
Persona non Grata （歓迎されざる者） インド ヒマーチャル・プラデーシュ州 2016年8月17日 0951時
アフガニスタンで負傷したソープは、治療のために、ニコライの隠れ家の一つに移送された。
しかし、後始末のため送られたマカロフの手勢により、隠れ家も襲撃され、脱出のためにユーリとプライスは襲撃部隊を迎撃する。
ミッション名は外交用語の一つで、接受国による外交官の受け入れ拒否や外交官待遇取消などを示すペルソナ・ノン・グラータから。
Turbulence （乱気流） イリューシンIL-96-300PU "コマンドポイント" 2016年10月3日 1830時
ロシア大統領がアメリカとの和平会談のために、護衛と共に専用機でハンブルクへ向かう。
しかし、その動きを察知していたマカロフは更なる戦火拡大のため、専用機に部下を送り込みハイジャックさせる。
Back On The Grid （復帰） アフリカ・シエラレオネ共和国 2016年10月5日 1827時
マカロフ達は、シエラレオネの武装組織を使って何かの取引を行っていた。
積み荷の中身を確かめるためにユーリ、プライス、ソープの3人はシエラレオネに潜入する。
Mind the Gap （ホームとの隙間に御注意下さい） イギリス・ロンドン カナリー・ワーフ 2016年10月6日 0411時
監視リストにあるフレガータ工業の通話記録から、不審な積み荷に関する情報を入手したMI6は、MI5に警告を出す。
MI5の命令を受けたバーンズらSASは、積み荷の追跡を開始する。
フレガータ工業の建物ではSASの予測通り、マカロフの手下達が次なるテロ攻撃に備えていた。
ミッション名は、イギリスの地下鉄ホームで流れるアナウンスから。
Davis Family Vacation （デイビス一家の休暇） イギリス・ロンドン ウェストミンスター 2016年10月6日
平凡な民間人のデイビスは、ロンドン旅行中にビデオカメラで妻と娘の映像を撮影していた。楽しい旅行中の彼らの前に、一台のトラックが止まる。

### 第2章（Act II）
Goalpost （ゴールポスト） ドイツ・ハンブルク 2016年10月6日 1301時
マカロフがヨーロッパに持ち込んでいたのは化学兵器だった。大規模化学攻撃により、防衛能力が削ぎ落とされたヨーロッパ全土に対し、ロシア軍の電撃的侵攻が開始される。
サンドマンらメタルチームは、ロシア側との和平交渉でハンブルクを訪れていた合衆国副大統領を救出するため、対ロシア軍ヨーロッパ救援に向かったアメリカ軍と共に上陸作戦を決行し、ドイツ・ハンブルクへ派遣される。
ゴールポストとは、ゲーム中での副大統領を指すコードネーム。
Return to Sender （送り主返送） ソマリア・ボサソ 2016年10月8日 0930時
プライス大尉がSAS司令（かつての上官であるマクミラン）から、ヨーロッパで使用された化学兵器に関する情報を引き出す。
情報を元に、ユーリらTF141および義勇兵がソマリア民兵の拠点を急襲する。
ミッション名は、郵便配達などで宛先不明などにより返送することを意味する。
また、シリーズのマルチプレイヤーで必ず登場するチャレンジ（敵の設置した爆発物などを破壊して設置者を殺害）に同名のものがある。
Bag and Drag （大捕物） フランス・パリ モンマルトルの丘 2016年10月9日 1410時
ヨーロッパの半分がロシア軍に占領される中、マカロフが使用した化学兵器の運送を担っていた男がパリにいることが判明。
フランス特殊部隊GIGNが男のアジトを特定するも、先の化学攻撃による人員不足によって、ロシア軍に圧倒されてしまう。
出動した米軍も化学攻撃で負傷した市民の救護で手一杯の中、重要人物と目されるその男を確保するためにサンドマンらメタルチームが出動。GIGNとの合流を目指す。
Iron Lady （鋼鉄の貴婦人） フランス・パリ 2016年10月9日 0742時
メタルチームは重要人物を確保したが、脱出手段を断たれ、ロシア軍に包囲されてしまう。
ロシア軍の集中砲火の中、メタルチームはAC-130による航空支援を受けながら脱出を開始するが、遂にイエナ橋に追い詰められる。
攻撃の巻き添えで今にも崩れそうなエッフェル塔からロシア軍の大部隊が迫り、退路もなく孤立したメタルチームと唯一の手がかりである重要人物を救出するため、司令部は橋ごとロシア軍を爆撃で消滅させる命令を下す。
ミッション名は、エッフェル塔の異名。
Eye of the Storm （台風の目） チェコ共和国・プラハ 2016年10月10日 2136時
マカロフが会合を行うとの情報を入手したTF141は、マカロフ暗殺のために現地のレジスタンスの協力を得てロシア軍占領下のプラハへと潜入する。
Blood Brothers （兄弟分） チェコ共和国・プラハ 2016年10月11日 0701時
TF141は、マカロフ暗殺のため狙撃の配置につくが、マカロフ側に情報が漏れ、レジスタンス・TF141それぞれに大きな犠牲を出してしまう。
そして、マカロフの言動から、ユーリの過去が明らかになる。

### 第3章（Act III）
Stronghold （城砦） チェコ共和国・プラハ 2016年10月12日 2248時
マカロフ暗殺に失敗し、残された手掛かりはザカエフが生前隠れ蓑にしていた古城の存在のみ。
ユーリとプライスは、マカロフの新たな手掛かりを得るため、ありったけの武器と爆薬を持ってパラシュートで古城へ潜入する。
Scorched Earth （焦土） ドイツ・ベルリン 2016年10月13日 1018時
古城での情報から、マカロフの次の狙いはロシア大統領の娘であることがわかる。
米軍は、携帯電話の情報からロシア大統領の息女、アレーナの現在地を特定することに成功した。
マカロフ達よりも先にアレーナを保護するため、メタルチームがドイツ・ベルリンへ派遣される。
Down The Rabbit Hole （ウサギの穴に落ちて） ロシア・東シベリア 2016年10月14日 1108時
米軍は、あと一歩のところでアレーナの保護に失敗したが、彼女がロシア大統領と共にシベリアのダイヤモンド採掘場に監禁されていることがわかった。
デルタフォースとTF141は、合同で救出作戦を開始。精鋭部隊による最後の戦いが幕を開ける。
ミッション名は、不思議の国のアリス第一章の題名。
Dust to Dust （塵は塵に） アラビア半島 2017年1月21日 2214時
第三次世界大戦終結から3か月後、アラビア半島のホテルオアシスに逃れたマカロフをプライスとユーリが襲撃する。
金で雇った護衛達や超国家主義の残党を退けるプライスとユーリに恐れを成し、マカロフは屋上からヘリで逃亡を試みる。そして、ヘリコプターを落とされたマカロフはプライスを射殺しようとするが、ユーリの決死の妨害によって阻まれる。ユーリはマカロフの凶弾に倒れたが、プライスはマカロフに格闘を挑み、マカロフの首にワイヤーを巻きつける。その直後にマカロフとプライスを支えていた床のガラスが割れ、マカロフは首吊りの形で死亡した。
ミッション名は、聖公会祈祷書の埋葬の儀式の一節。
なお、このミッションのブリーフィングにて、TF141のエンブレムにこれまで貼られていた「DISAVOWED（権限剥奪済み）」のシールが剥がされ、正規部隊に戻されている。

## マルチプレイ

### マルチプレイ マップ
- SEATOWN（SAS VS インナーサークル）
- DOME（デルタフォース VS スペツナズ） - 後に『コール オブ デューティ ゴースト』（Unearthed）、『コール オブ デューティ モバイル』、『コール オブ デューティ ヴァンガード』（Radar）、『コール オブ デューティ モダン・ウォーフェアII (2022年のゲーム)』でリメイクされた。
- ARCADEN（SAS VS スペツナズ）
- BAKAARA（PMC VS アフリカ民兵）
- RESISTANCE（GIGN VS スペツナズ）
- DOWNTURN（デルタフォース VS スペツナズ）
- BOOTLEG（PMC VS スペツナズ）
- CARBON（PMC VS アフリカ民兵）
- HARDHAT（デルタフォース VS スペツナズ）
- LOCKDOWN（デルタフォース VS スペツナズ）
- VILLAGE（PMC VS アフリカ民兵）
- FALLEN（デルタフォース VS スペツナズ）
- OUTPOST（デルタフォース VS スペツナズ）
- INTERCHANGE（デルタフォース VS スペツナズ）
- UNDERGROUND（SAS VS スペツナズ）
- MISSION（PMC VS アフリカ民兵）

### ゲームシステム
前作の『CoD:MW2』前々作の『CoD4』のゲームシステムを踏襲している。
プレイヤーはプレイを重ねるごとに経験値（EXP）が増えて行き、それに連れてレベルが上がっていく。本作では、レベルの最大値は80に設定されている。

### キル・デスストリーク
ストライク・パッケージ
『CoDシリーズ』おなじみのキルストリーク報酬は、「ストライク・パッケージ」と呼ばれる3種のカテゴリに分かれている。プレイヤーは、まずカテゴリの中から1つを選択し、その中から最大3つを選択し、セットして使用する。さらに、それらはカスタムクラス1つ1つに設定できるようになり、戦闘スタイルに合わせて装備と噛み合わせて使用する事が可能。
本作では、キルされずに連続して敵をキルする「キルストリーク」のみならず、「目標を確保する」「敵航空支援を撃ち落とす」など、チームの勝利に貢献する様々な行動でポイントが加算されるようになった。よって、正式名称は「ポイントストリーク報酬」となっている。
アサルト
『CoD:MW2』同様、報酬による支援攻撃でのキルもポイントストリーク対象になるカテゴリ。
基本的に、敵を直接攻撃する効果が揃っている。
サポート
敵にキルされてもポイントストリークが途切れないのが大きな特徴。マッチ後半に、大規模なポイントストリーク報酬の安定した使用が期待できる。
強化された偵察効果やレーダー妨害など、味方全体に効果のあるものが揃うカテゴリ。
スペシャリスト
ポイントストリークを得るとパークを追加で取得できる、完全な新カテゴリ。個人戦闘能力の強化に特化している。
8ポイントストリークを獲得すると、全15パークすべてと大半のproficiencyが有効となる「ALL PERKS SPECIALIST」状態が起動する。この状態のシンボルアイコンは、『CoD:MW2』の「ワンマンアーミー」のものである。
隠しキルストリーク：MOAB
キルストリークによるキルを除く、連続25キル達成で取得できる。発動すると10秒のカウントダウンが開始され、0になるとエリア全体が爆撃される。
使用者はその時フィールドにいる敵プレイヤー全員をキルし、敵の電子機器を一定時間使用不能にする。
デスストリーク
Death Streak Award
連続して指定回数以上誰も殺さずに殺されたときに効果が発動する。
キルストリークとは別に1つだけ選択可能。

### 勢力
デルタフォース（Delta Force）
劇中のデルタフォースメンバーをプレイ。
PMC
劇中の反マカロフ派義勇兵を操作。
SAS
劇中のSASメンバーを操作。
GIGN
劇中のGIGNメンバーを操作。
スペツナズ（Spetsnaz）
劇中のロシア軍兵士を操作。
インナーサークル（InnerCircle）（超国家主義派）
劇中のマカロフ派テロリストを操作。
アフリカ・ミリティア（Africa Militia）（民兵）
劇中のアフリカ人ゲリラを操作。

## 声の出演（吹き替え版）
現在発表されているキャストのみ。
- 鈴木達央
- 間宮康弘
- 楠大典
- 立木文彦
- 藤原啓治
- 石塚運昇
- 岡林史泰
- 大塚芳忠
- 江川央生
- 林一夫
- 小川真司
- 井上剛
- 田中理恵
- 甲斐田裕子
- 菅生隆之
- 白熊寛嗣
- 遠藤大智
- 大川透
- 陶山章央
- 森一丁
- 麦人
- 諏訪部順一
- 志村知幸
- 内田直哉
- 植田佳奈

## 音楽
『CoDシリーズ』では、著名な作曲家を起用する傾向にあり、『MWシリーズ』では映画音楽の作曲家を起用する傾向にある。本作の音楽は『世界侵略: ロサンゼルス決戦』や『エクスペンダブルズ』『DRAGONBALL EVOLUTION』などを手掛けたブライアン・タイラー（Brian Tyler）が担当した。

## 反応

### 表彰

#### 2011年
- Spike Video Game Awards
  - 受賞：「Best Shooter」[14]
  - ノミネート：「Best Multi-Player」[14]

#### 2012年
- Interactive Achievement Awards
  - 受賞：「Action Game of the Year」[15]
  - ノミネート：「Outstanding Achievement in Online Gameplay」、「Outstanding Achievement in Sound Design」、「Outstanding Achievement in Connectivity」[15]
- ゴールデンジョイスティックアワード
  - ノミネート：「Ultimate Game Of The Year」（大賞）、「Best Shooter」、「Top Gaming Moment」（Turbulence）[16]
- 日本ゲーム大賞
  - 受賞：「グローバル賞 海外作品部門」[17]
- 英国アカデミー賞ゲーム部門
  - ノミネート：「Action」、「Audio Achievement」、「Online - Multiplayer」、「GAME Award of 2011」[18]

## その他
- 日本国外では"The Vet & the n00b"という実写予告編が作られた。出演は、前作『CoD:BO』で主人公を演じたサム・ワーシントンと俳優のジョナ・ヒル、NBAのドワイト・ハワード。
- 日本語版字幕監修は『機動戦士ガンダムUC』や『亡国のイージス』を執筆した小説家・福井晴敏が担当している。福井は当初、専門用語を知らないユーザーへの配慮として「RPG!」のセリフを「ロケット砲だ!」に変えたと発言したが、ファンからの不満が多かったため「RPG!」に戻されることとなった[19]。